# Mecaphesa sjostedti
Mecaphesa sjostedti är en spindelart som först beskrevs av Lucien Berland 1924.  Mecaphesa sjostedti ingår i släktet Mecaphesa och familjen krabbspindlar.
Artens utbredningsområde är Juan Fernández-öarna. Inga underarter finns listade i Catalogue of Life.